# 哈尔盖·布伦登
哈尔盖·布伦登（挪威語：Hallgeir Brenden，1929年2月10日—2007年9月21日），挪威男子越野滑雪运动员。他曾代表挪威参加1952年、1956年和1960年冬季奥林匹克运动会越野滑雪比赛，获得二枚金牌和二枚银牌。